# Madeleine Leroy
Madeleine Leroy, född 1685, död 1749, var en fransk fabrikör. Hon drev en av Marseilles största fajansfabriker mellan 1710 och 1749. 
Madeleine Leroy var en av sju barn till Anne Heraud (d. 1710), vars make på hennes inrådan hade grundat en av de första fajansfabrikerna i Marseilles, som hon sedan skötte (formellt sedan makens död 1706). De tillhörde pionjärerna i den betydande fajansindustri som blommande upp i Marseilles och Frankrike vid sekelskiftet 1700. Madeleine Leroy övertog företaget på sin mors önskan efter dennas död 1710. Hon drev som sådan en av regionens största industrier. Hon exporterade till Italien, Egypten och övriga Mellanöstern samt de amerikanska kolonierna. En av hennes medarbetare, Claude Perrin (d. 1748), skulle 1743 komma att bli grundare till ett fajansföretag som efter hans död skulle utvecklas till en av stadens största av hans änka Pierrette Perrin.  